# Хамад Аль-Ямі
Хамад Аль-Ямі (араб. حمد اليامي, нар. 17 травня 1999, Ель-Хубар) — саудівський футболіст, захисник клубу «Аль-Хіляль».

## Клубна кар'єра
Народився 17 травня 1999 року в провінції Еш-Шаркія. Вихованець футбольної школи клубу «Аль-Кадісія». Дорослу футбольну кар'єру розпочав 2018 року в основній команді того ж клубу, в якій провів три сезони, взявши участь у 67 матчах чемпіонату. Більшість часу, проведеного у складі «Аль-Кадісії», був основним гравцем захисту команди.
Своєю грою за цю команду привернув увагу представників тренерського штабу клубу «Аль-Хіляль», до складу якого приєднався влітку 2021 року на правах вільного агента і того ж року виграв з командою Лігу чемпіонів АФК, зігравши у трьох іграх на турнірі. Всього відіграв за столичну команду два сезони своєї ігрової кар'єри. З командою у сезоні 2021/22 виграв чемпіонат і Суперкубок країни, а наступного сезону здобув і національний кубок.
Протягом сезону 2023/24 років Аль-Ямі захищав кольори клубу «Аль-Шабаб», після чого повернувся у «Аль-Хіляль», з яким 2024 року знову виграв Суперкубок країни. Станом на 2 липня 2025 року відіграв за саудівську команду 21 матч в національному чемпіонаті.

## Виступи за збірні
2021 року у складі олімпійської збірної Саудівської Аравії був учасником футбольного турніру на Олімпійських іграх 2020 року у Токіо, де зіграв 1 матч. Наступного року у складі молодіжної збірної Саудівської Аравії до 23 років став переможцем молодіжного чемпіонат Азії в Узбекистані.

## Статистика виступів

### Статистика клубних виступів
Станом на 2 лютого 2025
| Сезон                   | Команда                 | Чемпіонат               | Чемпіонат | Чемпіонат | Національний кубок | Національний кубок | Національний кубок | Континентальні кубки | Континентальні кубки | Континентальні кубки | Інші змагання | Інші змагання | Інші змагання | Усього | Усього |
| Сезон                   | Команда                 | Ліга                    | Ігор      | Голів     | Ліга               | Ігор               | Голів              | Ліга                 | Ігор                 | Голів                | Ліга          | Ігор          | Голів         | Ігор   | Голів  |
| ----------------------- | ----------------------- | ----------------------- | --------- | --------- | ------------------ | ------------------ | ------------------ | -------------------- | -------------------- | -------------------- | ------------- | ------------- | ------------- | ------ | ------ |
| 2018–19                 | «Аль-Кадісія»           | ПЛ                      | 1         | 0         | -                  | -                  | -                  | -                    | -                    | -                    |               | -             | -             | 1      | 0      |
| 2019–20                 | «Аль-Кадісія»           | ПЛ                      | 37        | 4         | -                  | -                  | -                  | -                    | -                    | -                    |               | -             | -             | 37     | 4      |
| 2020–21                 | «Аль-Кадісія»           | ПЛ                      | 29        | 2         | ККС                | 2                  | 0                  | -                    | -                    | -                    |               | -             | -             | 34     | 4      |
| Усього за «Аль-Кадісію» | Усього за «Аль-Кадісію» | Усього за «Аль-Кадісію» | 67        | 6         |                    | 2                  | 0                  |                      | -                    | -                    |               | -             | -             | 69     | 6      |
| 2021–22                 | «Аль-Хіляль»            | ПЛ                      | 13        | 0         | ККС                | 1                  | 0                  | ЛЧ                   | 3                    | 0                    | СС            | 1             | 0             | 18     | 0      |
| 2022–23                 | «Аль-Хіляль»            | ПЛ                      | 9         | 1         | ККС                | 2                  | 0                  | ЛЧ                   | 5                    | 0                    |               | -             | -             | 16     | 1      |
| 2023–24                 | «Аль-Шабаб»             | ПЛ                      | 24        | 0         | ККС                | 2                  | 0                  | -                    | -                    | -                    | -             | -             | -             | 26     | 0      |
| 2024–25                 | «Аль-Хіляль»            | ПЛ                      | 13        | 0         | ККС                | 3                  | 0                  | ЛЧ                   | 0                    | 0                    | СС            | 1             | 0             | 17     | 0      |
| Усього за «Аль-Хіляль»  | Усього за «Аль-Хіляль»  | Усього за «Аль-Хіляль»  | 35        | 1         |                    | 6                  | 0                  |                      | 8                    | 0                    |               | 2             | 0             | 51     | 1      |
| Усього за кар'єру       | Усього за кар'єру       | Усього за кар'єру       | 126       | 7         |                    | 10                 | 0                  |                      | 8                    | 0                    |               | 2             | 0             | 146    | 7      |

## Титули і досягнення
- Чемпіон Саудівської Аравії (1):

«Аль-Хіляль»: 2021/22
- Володар Королівського кубка Саудівської Аравії (1):

«Аль-Хіляль»: 2022/23
- Володар Суперкубка Саудівської Аравії (2):

«Аль-Хіляль»: 2021, 2024
- Переможець Ліги чемпіонів АФК (1):

«Аль-Хіляль»: 2021